# Вейкслер, Джесс
Дже́ссика «Джесс» Мо́рган Ве́йкслер (англ. Jessica «Jess» Morgan Weixler; род. 8 июня 1981, Луисвилл, Кентукки) — американская актриса

, сценаристка, кинорежиссёр

 и кинопродюсер.

## Карьера
Она добилась успеха благодаря главным ролям в независимых кинофильмах.
Вейкслер получила премию кинофестиваля «Сандэнс» за фильм 2007 года «Зубы».
В 2013 году она начала играть второстепенную роль следователя Робин Бардин в сериале CBS «Хорошая жена».

## Личная жизнь
С 5 декабря 2015 года Вейкслер замужем за предпринимателем Хэмишем Броклбэнком. У супругов есть дочь — Беатрис Дейнджер Броклбэнк (род. в марте 2019).

## Избранная фильмография
- Направляющий свет (второстепенная роль, 2003)
- Таксист (1 эпизод, 2003)
- Любовь вдовца (1 эпизод, 2003)
- Маленький Манхэттен (2005)
- Закон и порядок: Преступное намерение (1 эпизод, 2005)
- Заплыв в жизнь (2006)
- Зубы (2007)
- Прощай, детка (2007)
- Питер и Венди (2009)
- Закон и порядок: Преступное намерение (1 эпизод, 2009)
- Александра Последняя (2009)
- Добро пожаловать в академию (2009)
- Сегодня в меню (2009)
- Женщина (2010)
- Одри-катастрофа (2010)
- Медиум (1 эпизод, 2010)
- Без пяти минут покойник (2010)
- Закон и порядок (1 эпизод, 2010)
- Ложь (2011)
- Кто-то там наверху любит меня (2012)
- Бесплатные образцы (2012)
- Нормальные (2012)
- Смерть свадебного свидетеля (2013)
- Лицо любви (2013)
- Послушай, Филип (2014)
- Исчезновение Элеанор Ригби (2014)
- Хорошая жена (второстепенная роль 19 эпизодов, 2013 —2014)